# Pose en T

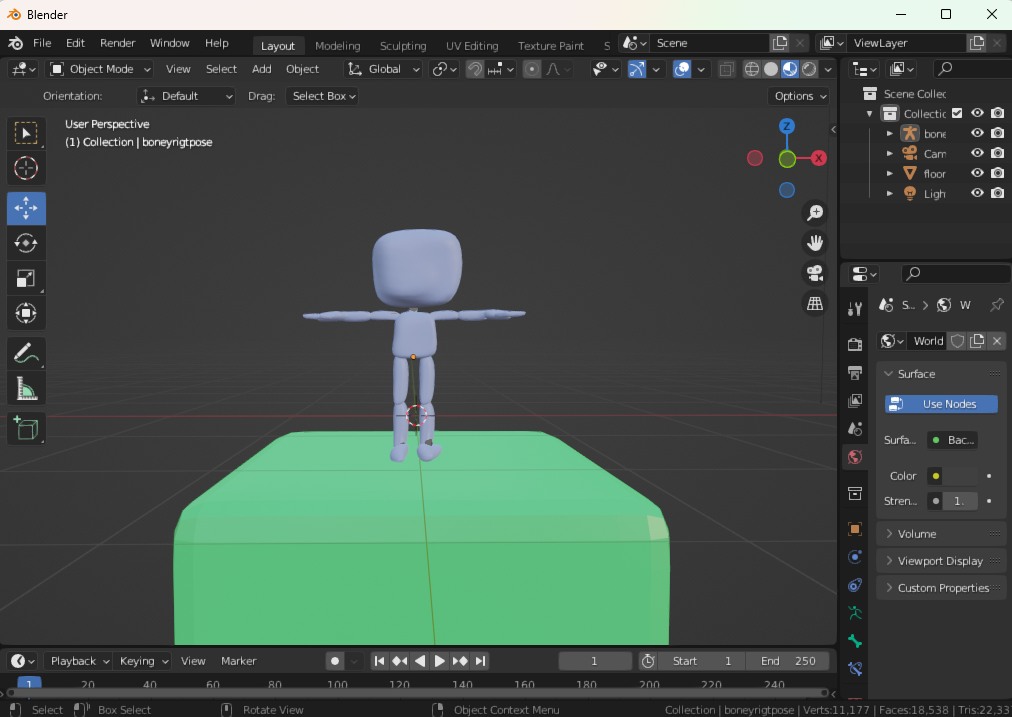
Un modelo posando en T en Blender.

Una pose en T (también conocido como pose en cruz, o en inglés como T-pose o bind pose), en animación por computadora, es un modelo en 3D, por defecto está en pose de un esqueleto antes de estar animado.

## Uso

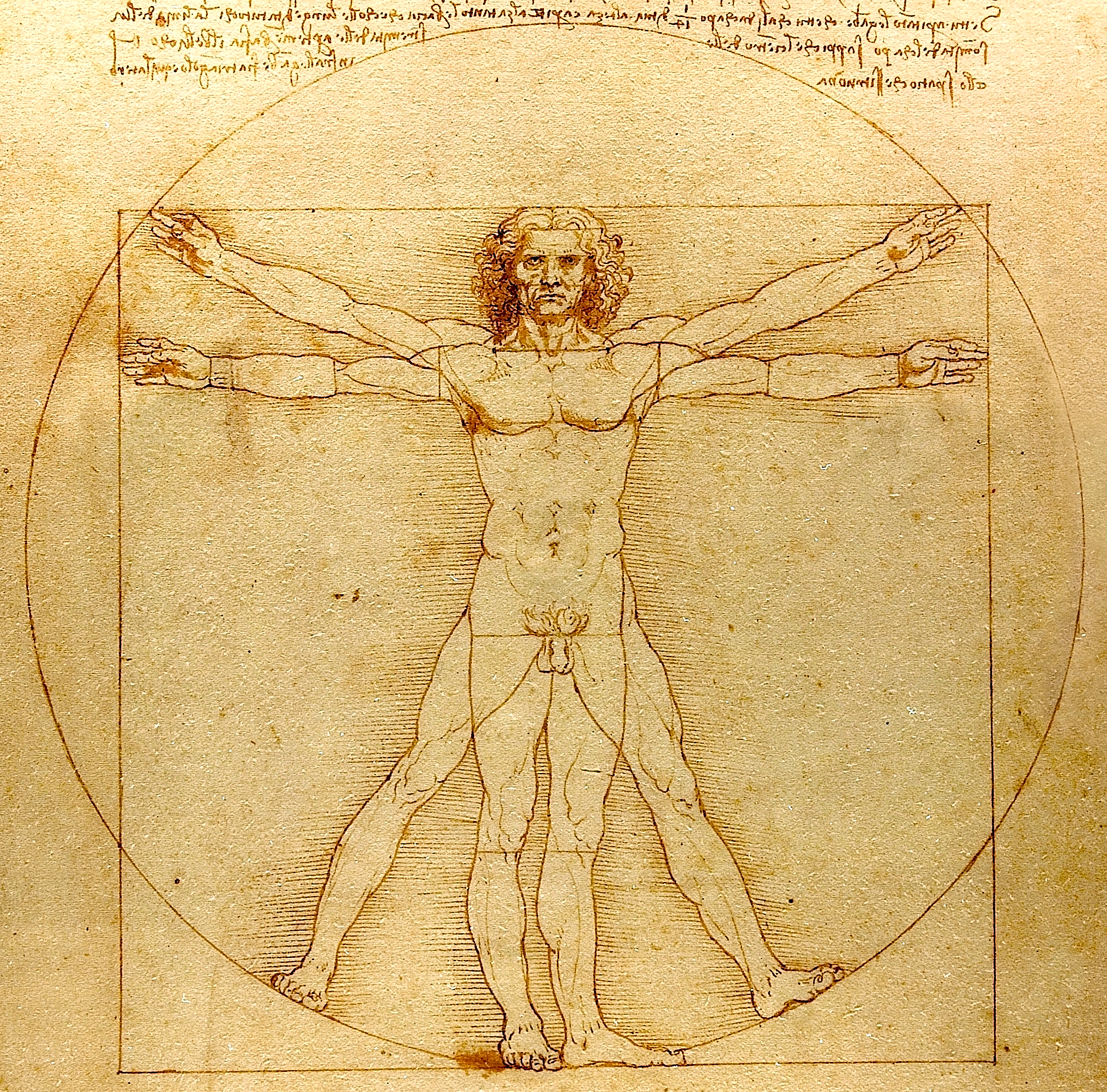
El motivo original de la pose se basa en el dibujo de El hombre de Vitruvio de Leonardo da Vinci

La pose es principalmente utilizada como el modelo por defecto en el software de animación, el cual después es movido para crear animaciones.
Además de ser poses predeterminadas en el software de animación, las T-pose se utilizan normalmente como marcadores de posición para animaciones que aún no se han completado, particularmente en videojuegos en 3D.
En algunos software de captura de movimiento, el actor con el traje de captura de movimiento debe asumir una la pose en T antes de que pueda comenzar la captura de movimiento.

## Meme en Internet
A partir de 2016 y resurgiendo en 2020-2021, la T-pose se ha convertido específicamente en un meme generalizado de Internet debido a su apariencia extraña, especialmente en bugs y glitches (errores de programación) de videojuegos donde de no carga la animación viéndose así su pose por defecto.
En un pre-release del videojuego NBA Elite 11, el demo estuvo lleno de glitches, notablemente uno  mostrando una T-pose en lugar de la animación del modelo del jugador Andrew Bynum. El glitch se volvió famoso y más tarde se lo llamó como el "Jesus Bynum glitch".
El Editor EA finalmente canceló el juego debido a encontrarlo insatisfactorio. 
Una situación similar pasó con Cyberpunk 2077.